# Deomyinae
De Deomyinae is een onderfamilie van de knaagdierenfamilie Muridae die voorkomt in Afrika en het Midden-Oosten. De onderfamilie is ontstaan doordat uit genetische studies bleek dat de geslachten stekelmuizen (Acomys), Lophuromys en Uranomys uit de Murinae niet tot die onderfamilie behoorden, maar in feite nauwer verwant waren aan de gerbils (Gerbillinae). Daarom werden ze in de aparte onderfamilie "Acomyinae" geplaatst. Volgens sommige latere studies zijn de gerbils echter nauwer verwant aan de Murinae dan aan de Acomyinae. Later bleek dat ook Deomys, een geslacht uit de onderfamilie Dendromurinae tot de "Acomyinae" behoorde. Omdat de naam Deomyinae ouder was dan de Acomyinae en omdat Acomyinae een nomen nudum is, werd de naam van de onderfamilie veranderd. Tot nu toe is er geen enkel morfologisch kenmerk gevonden dat de leden van deze onderfamilie van andere knaagdieren onderscheidt, hoewel subtiele kenmerken van de derde bovenkies (M3) zijn gesuggereerd. In totaal omvat de onderfamilie ruim vijftig soorten; zie deze lijst voor een overzicht.

## Indeling
De onderfamilie Deomyinae omvat de volgende geslachten:
- Acomys
- Deomys
- Lophuromys
- Uranomys

Deomyinae · Woestijnratten (Gerbillinae) · Leimacomyinae · Lophiomyinae · Muizen en ratten van de Oude Wereld (Murinae)